# Neolithobius xenopus
Neolithobius xenopus är en mångfotingart som först beskrevs av Charles Harvey Bollman 1888.  Neolithobius xenopus ingår i släktet Neolithobius och familjen stenkrypare. Inga underarter finns listade i Catalogue of Life.